# José Garcia (pétanque)
Pour les articles homonymes, voir José García (homonymie).
José Garcia, est un joueur de pétanque français.

## Clubs
- ?-? : La Reinette Marseille (Bouches-du-Rhône)

## Palmarès[1]

### Séniors

#### Championnat du Monde
Champion du Monde
- Triplette 1974 (avec Jean Kokoyan et René Morales) :  Équipe de France

Finaliste
- Triplette 1975 (avec Jean Kokoyan et René Morales) :  Équipe de France 2

#### Championnats de France
Champion de France
- Triplette 1973 (avec Jean Kokoyan et Jean-Joseph Santiago) : La Reinette Marseille

#### Mondial La Marseillaise
Vainqueur
- 1978 (avec Jean-Joseph Santiago et Pierre Chaldjian)

Finaliste
- 1973 (avec Jean-Joseph Santiago et Jean Willielm)